# Acanthochitona granostriata
Acanthochitona granostriata är en blötdjursart som först beskrevs av Henry Augustus Pilsbry 1894.  Acanthochitona granostriata ingår i släktet Acanthochitona och familjen Acanthochitonidae. Inga underarter finns listade i Catalogue of Life.